# لباست را بپوش
«لباست را بپوش» (ایتالیایی: Vesti la giubba؛ ‏[ˈvɛs.ti la ˈdʒub.ba]) که با نامِ «در لباس دلقک» (انگلیسی: On With the Motley) هم شناخته می‌شود، یک آریای تنور مشهور از اپرای پالیاچی اثر روجرو لئونکاوالو است که نخستین بار در سال ۱۸۹۲ میلادی اجرا شد. این آریا در پایان پردهٔ اول اپرا اجرا می‌شود، جایی که «کانیو»، پی به خیانت همسرش می‌برد، اما مجبور است آماده شده و در نقشِ «پالیاچو»ی دلقک به روی صحنه برود، چرا که نمایش، علی‌رغم تمامی مشکلات و سختی‌ها، باید ادامه یابد.
این آریا را یکی از احساس‌انگیزترین رپرتوارهای اپرایی دوران می‌دانند. رنج «کانیو» در این آریا به‌تصویر کشیده می‌شود و مثال خوبی برای مفهوم «دلقک غمناک» است که ظاهرش خندان است، اما در درونش غوغایی برپاست. این باور، امروزه همچنان پابرجاست و آنرا به صورت اشکی در گوشهٔ چشم دلقکِ خندان نمایش می‌دهند که بر روی گونه‌هایش می‌لغزد.
اجراهای انریکو کاروسو از این آریا در سال‌های ۱۹۰۲، ۱۹۰۴ و ۱۹۰۷ میلادی، یکی از پرفروش‌ترین گرامافون‌های ۷۸ دور عصر بود که بالغ بر ۱ میلیون نسخه فروش داشت.
از این آریا در فرهنگ عامه استفاده فراوانی شده و در بسیاری از تصاویر، اشارات و نقیضه‌ها به‌کار رفته‌است.

## لیبرتو
Recitar! Mentre preso dal delirio,

non so più quel che dico,

e quel che faccio!

Eppur è d'uopo, sforzati!

Bah! Sei tu forse un uom?

Tu se' Pagliaccio!

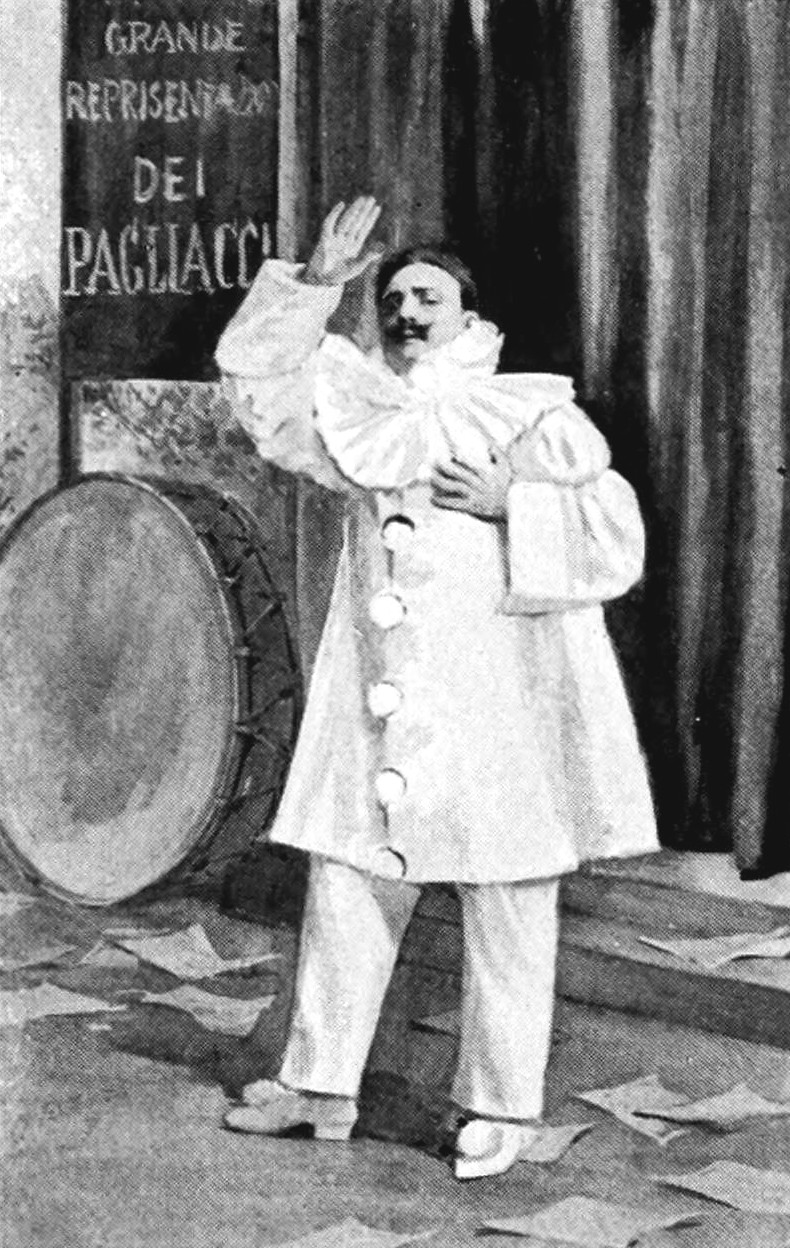
انریکو کاروسو در حال اجرای آریای لباست را بپوش

Vesti la giubba e la faccia infarina.

La gente paga, e rider vuole qua.

E se Arlecchin t'invola Colombina,

ridi, Pagliaccio, e ognun applaudirà!

Tramuta in lazzi lo spasmo ed il pianto

in una smorfia il singhiozzo e 'l dolor, Ah!

Ridi, Pagliaccio,

sul tuo amore infranto!

Ridi del duol, che t'avvelena il cor!
بازی کن! در میان آشفتگی فکری،

دیگر نمی‌دانم چه می‌گویم،

یا چه می‌کنم!

با این حال، این کار ضروری است. خودت را مجبور کن!

به! آیا حتی انسان هستی؟

تو یک دلقکی!

لباست را بپوش و پودر گریم را بر چهره‌ات بزن.

مردم پول می‌دهند، و می‌خواهند که در اینجا خوش باشند. 

و حتی اگر رنگی‌پوش، کبوترک تو را می‌دزدد،

لبخند بزن، دلقک، و همگی آنان تشویقت خواهند کرد!

آشفتگی‌ها و اشک‌هایت را به شوخی و لطیفه مبدل کن،

و رنج و هق‌هق گریه‌ات را به پوزخند و تمسخر، آه!

بخند، دلقک،

به عشق شکست‌خورده‌ات!

بخند به اندوهی که قلبت رو شرنگ زده!